# Dariusz Marek Preisler

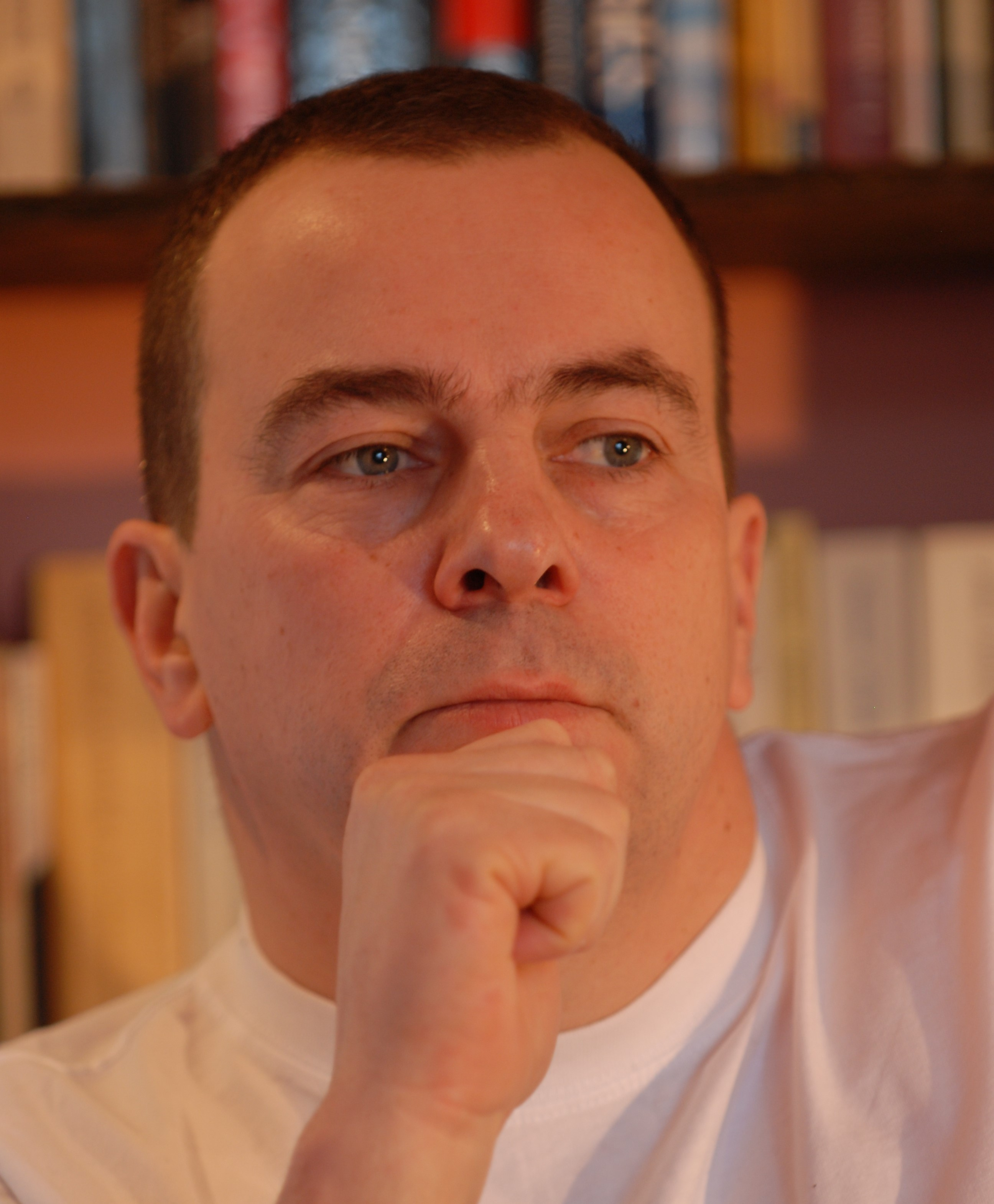
Dariusz Marek Preisler

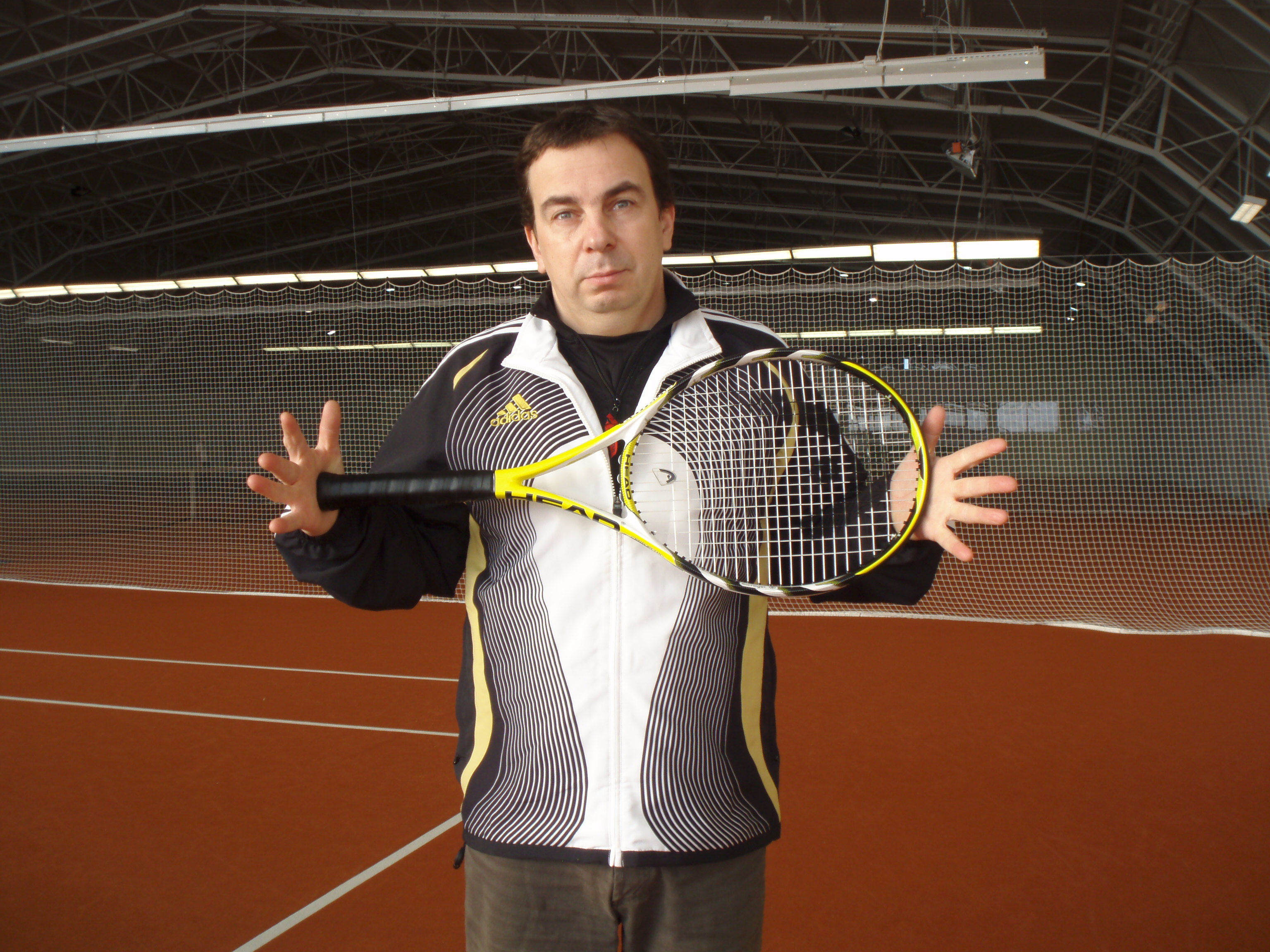
Dariusz Marek Preisler

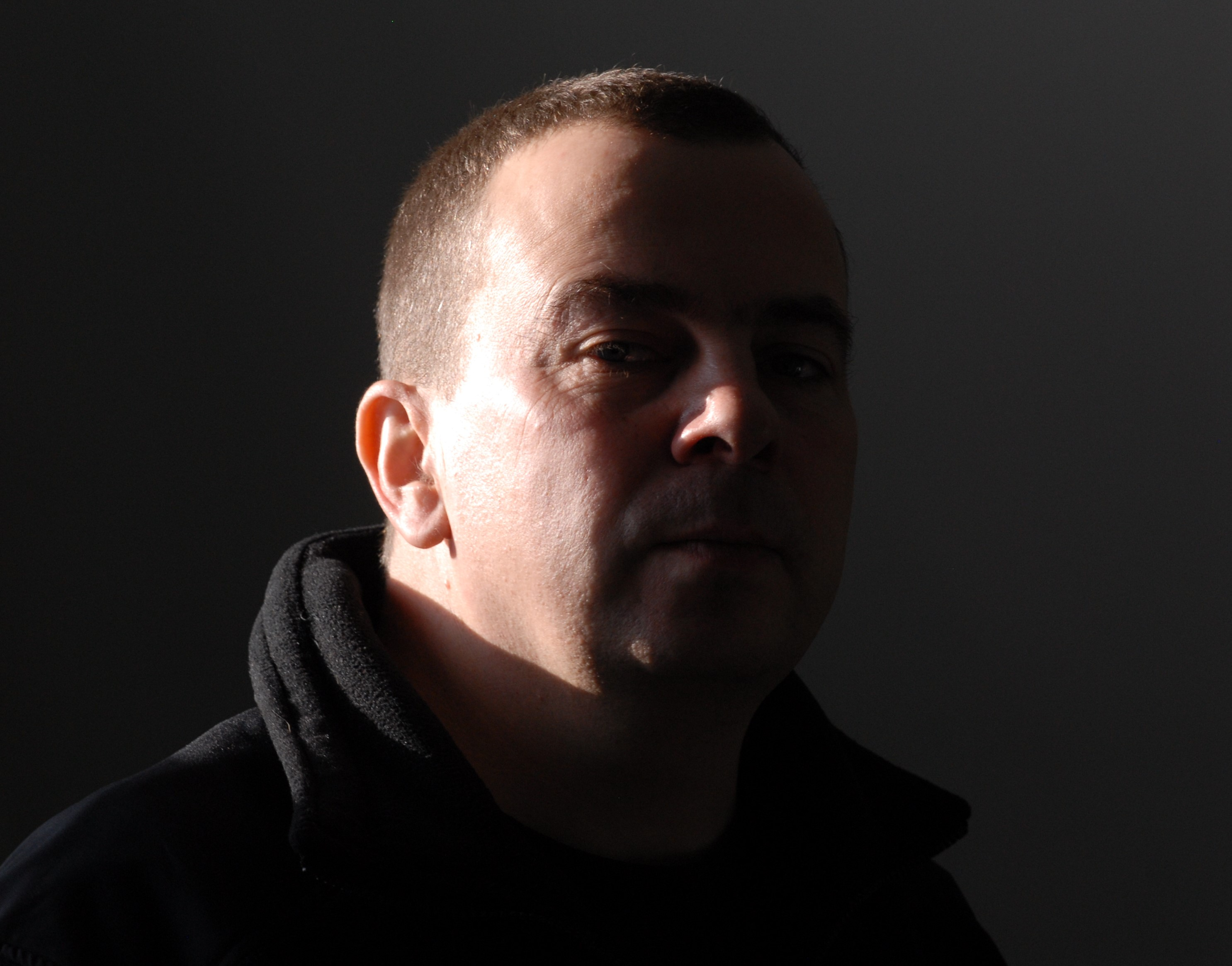
Dariusz Marek Preisler

Dariusz Marek Preisler (ur. 6 października 1964 w Poznaniu) – polski prozaik, członek Związku Literatów Polskich.

## Życiorys
Absolwent Wydziału Nauk Społecznych Uniwersytetu im. A. Mickiewicza w Poznaniu, magister Filozofii. Ukończył także dwa kierunki na Akademii Wychowania Fizycznego i Wydziale Zarządzania Uniwersytetu Ekonomicznego w Poznaniu. Autor trzech publikacji książkowych.
Zadebiutował Sztuką kaligrafii – prawie zmyślone filozoficzne opowieści (2010), która została nominowana do Literackiej Nagrody Europy Środkowej Angelus. Książka doczekała się trzech wydań i jest zbiorem opowiadań utrzymanych w nurcie realizmu magicznego. Następnie wydał cyberthriller Zagadka widziadeł (2015) będący próbą satyrycznego spojrzenia na genezę kryzysu gospodarczego w 2008 roku.
Współautor edukacyjnej książki dla dzieci Tenisowe przygody Radka i Kuby (2012) uznanej przez Polski Związek Tenisowy (patronat) za pierwszą polską powieść tenisową. W 2024 roku wydawnictwo Saga Egmont wydało powieść Zagadka widziadeł w formie audiobooka. Książkę czyta polski aktor Jakub Kamieński.
Od 3 marca 2020 roku jest członkiem Wielkopolskiego Oddziału Związku Literatów Polskich, w którym aktywnie działa społecznie.

## Publikacje książkowe
- Sztuka kaligrafii, prawie filozoficzne, zmyślone opowieści (2010)
- Zagadka widziadeł (2015)
- Tenisowe przygody Radka i Kuby (2012)